# Han F. Vermeulen

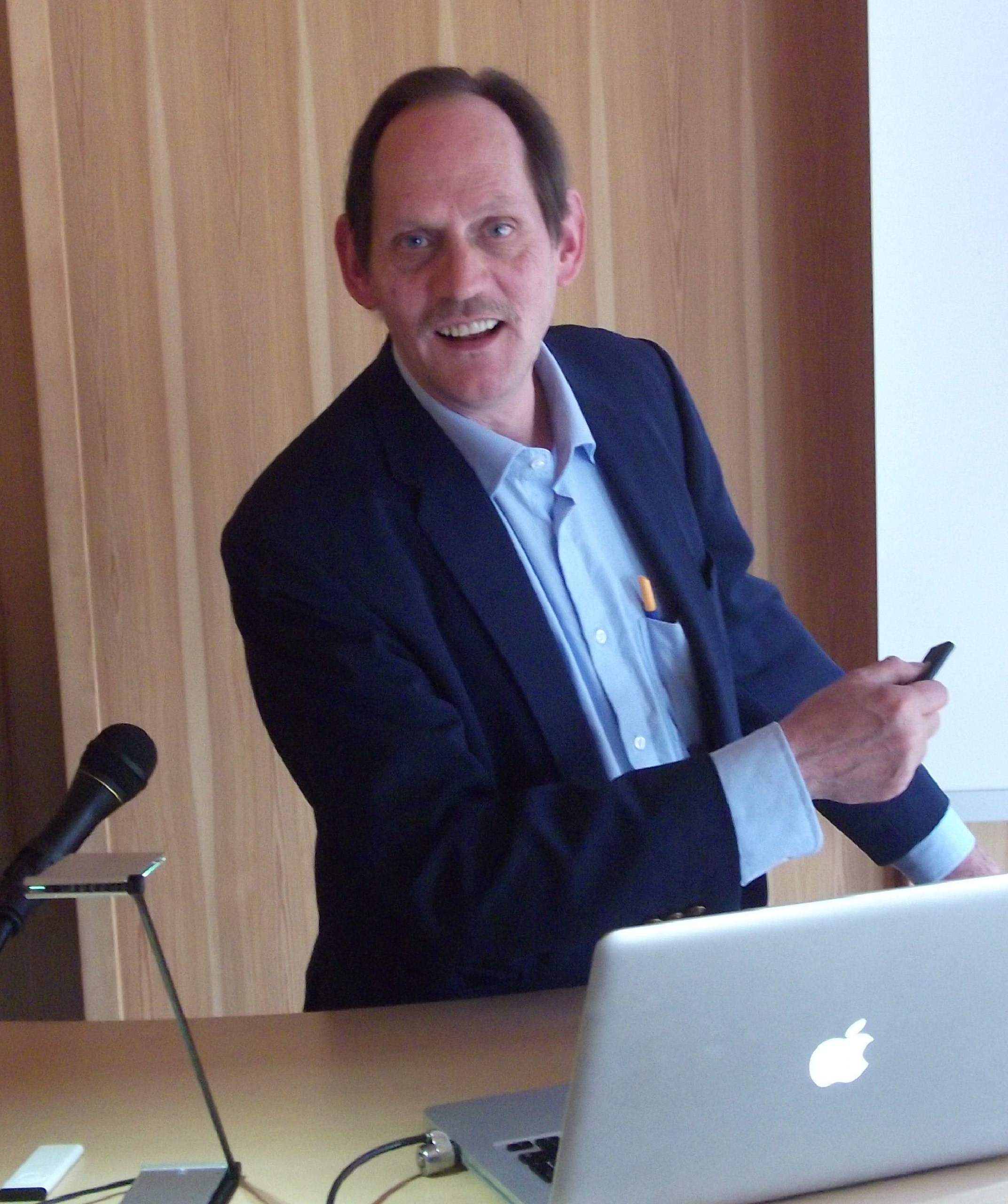
Han F. Vermeulen (2013)

Han F. Vermeulen (eigentlich Hendrik Frederik Vermeulen; * 1952 in Den Haag) ist ein niederländischer Wissenschaftshistoriker und Ethnologe mit Spezialisierung auf die Geschichte der Ethnologie und Anthropologie, besonders in der Zeit der deutschen und russischen Aufklärung.

## Leben
Vermeulen studierte Kulturanthropologie an der Universität Leiden, Fakultät für Sozialwissenschaften. 2008 promovierte er mit einer Arbeit zum Thema der Entstehung der Ethnographie und Ethnologie in der deutschen Aufklärung im Rahmen der deutsch-russischen Beziehungen. Seit 2006 ist er in wechselnden Positionen mit dem Max-Planck-Institut für ethnologische Forschung in Halle (Saale) verbunden. Von 2011 bis 2012 war er am Max-Planck-Institut für Wissenschaftsgeschichte in Berlin tätig. Er lebt und arbeitet in Halle (Saale).

## Werk
Vermeulen arbeitet über die Geschichte der Ethnographie, Ethnologie und Anthropologie seit dem 18. Jahrhundert in Europa, Asien und Amerika. Er veröffentlicht seine Forschungsergebnisse in Fachzeitschriften und Büchern, die vor allem in englischer und deutscher Sprache erscheinen. Seit 1992 wies Vermeulen nach, dass die Entstehung des Faches Ethnologie in Deutschland der Etablierung der Fächer Social Anthropology in Großbritannien und Cultural Anthropology in den USA weit vorausging. Mit seinen Erkenntnissen kritisiert er die in der Fachgeschichte vorherrschende Meinung, die Ethnologie sei im 19. Jahrhundert mit Edward B. Tylor in Großbritannien und Franz Boas in den Vereinigten Staaten entstanden. Nach Vermeulens Forschungen wurden die Ethnographie und die Ethnologie von deutschsprachigen Historikern in Sibirien (Surgut 1740), Hannover (Göttingen 1771–78) und Österreich (Wien 1781–83) begründet. Das erste ethnographische Museum wurde im Jahr 1836 in Russland eröffnet, gefolgt von dem ersten Lehrstuhl für Ethnographie und Linguistik, etabliert im Jahr 1837 in St. Petersburg. Franz Boas profitierte bereits vor seiner Emigration in die USA, während seiner Studien- und ersten Forschungsjahre in Deutschland, von der antirassistisch aufgestellten Ethnologie Adolf Bastians und dessen Mitarbeiter beim Aufbau des Museums für Völkerkunde in Berlin. Vermeulens diesbezügliches Werk Before Boas.The Genesis of Ethnography and Ethnology in the German Enlightenment wurde vielfach positiv besprochen und Vermeulen erhielt 2017 dafür den „International Convention of Asia Scholars Book Prize“. Zusammen mit Frederico Delgado Rosa publizierte er im Juni 2022 den Sammelband Ethnographers Before Malinowski: Pioneers of Anthropological Fieldwork, 1870-1922 (Berghahn Books, Paperback 2024). Zusammen mit Chris Hann publizierte er im Dezember 2024 den Sammelband Jack Goody between Social Anthropology and World History (LIT Verlag).

## Schriften
Bücher
- Before Boas: The Genesis of Ethnography and Ethnology in the German Enlightenment (= Critical Studies in the History of Anthropology). Lincoln: University of Nebraska Press, 2018, Paperback, ISBN 978-1-4962-0385-4.[3]
- Before Boas: The Genesis of Ethnography and Ethnology in the German Enlightenment (= Critical Studies in the History of Anthropology). Lincoln: University of Nebraska Press, 2015, Hardcover, ISBN 978-0-8032-5542-5.[4]

Aufsätze (Auswahl)
- The Emergence of ‘Ethnography’ ca. 1770 in Göttingen. In: George W. Stocking Jr. (ed.) 1992: History of Anthropology Newsletter, XIX (2), December, S. 6–9.
- Frühe Geschichte der Völkerkunde oder Ethnographie in Deutschland 1771–1791. In: Matthias S. Laubscher & Bertram Turner (eds.) : Völkerkunde Tagung 1991, Band 1: Systematische Völkerkunde. München 1994: Akademischer Verlag München, S. 327–344.
- Origins and Institutionalization of Ethnography and Ethnology in Europe and the USA, 1771–1845. In: Han F. Vermeulen and Arturo Alvarez Roldán (eds.) Fieldwork and Footnotes. Studies in the History of European Anthropology. London/New York 1995: Routledge (EASA Series 9), S. 39–59.
- Anthropology in Colonial Contexts: The Second Kamchatka Expedition (1733–1743) and the Danish-German Arabia Expedition (1761–1767). In: Jan van Bremen and Akitoshi Shimizu (eds.) Anthropology and Colonialism in Asia and Oceania. Richmond 1999: Curzon Press (Anthropology of Asia 4), S. 13–39.
- The German Invention of Völkerkunde: Ethnological Discourse in Europe and Asia, 1740–1798. In: Sara Eigen and Mark Larrimore (eds.) The German Invention of Race. Albany, NY 2006: State University of New York Press, ISBN 0-7914-6677-9, S. 123–145.
- Göttingen und die Völkerkunde: Ethnologie und Ethnographie in der Deutschen Aufklärung, 1740–1815. In: Hans Erich Bödeker, Philippe Büttgen and Michel Espagne (Hrsg.) Die Wissenschaft vom Menschen in Göttingen um 1800. Wissenschaftliche Praktiken, institutionelle Geographie, europäische Netzwerke. Göttingen 2008: Vandenhoeck & Ruprecht (Veröffentlichungen des Max-Planck-Instituts für Geschichte), S. 199–230.
- Von der Völker-Beschreibung zur Völkerkunde. Ethnologische Ansichten Gerhard Friedrich Müllers und August Ludwig Schlözers. In: Erich Donnert (Hrsg.) Europa in der Frühen Neuzeit. Festschrift für Günter Mühlpfordt. Köln/Weimar/Wien 2008: Böhlau Verlag, Band 7, S. 781–801.
- Von der Empirie zur Theorie: Deutschsprachige Ethnographie und Ethnologie von Gerhard Friedrich Müller bis Adolf Bastian (1740–1881). Zeitschrift für Ethnologie 2009, 134(2): 253–266.
- Göttingen et la "science des peuples": Ethnologie et ethnographie dans les Lumières allemandes. In: Hans Erich Bödeker, Philippe Büttgen et Michel Espagne (dir.), Göttingen vers 1800. L’Europe des sciences de l’homme. Paris 2010: Éditions du Cerf (Bibliothèque franco-allemande), S. 237–274.
- Linguistik und Völkerkunde – der Beitrag der historisch-vergleichenden Linguistik von G.W. Leibniz zur Entstehung der Völkerkunde im 18. Jahrhundert. Halle (Saale): Max Planck Institute for Social Anthropology Working Papers 2011 No. 133 (online).
- Linguistik und Völkerkunde – der Beitrag der historisch-vergleichenden Linguistik von G.W. Leibniz zur Entstehung der Völkerkunde im 18. Jahrhundert. Berlin: Max Planck Institute for the History of Science, Berlin, Preprint 423. 2012 (leicht erweiterte Fassung des Working Papers No. 133 aus dem MPI for Social Anthropology; online).
- Peter Simon Pallas und die Ethnografie Sibiriens im 18. Jahrhundert. In: Erich Kasten (Hrsg.) Reisen an den Rand des Russischen Reiches. Die wissenschaftliche Erschließung der nordpazifischen Küstengebiete im 18. und. 19. Jahrhundert. Fürstenberg/Havel: Verlag der Kulturstiftung Sibirien, 2013, S. 47–75. online
- Halle und die Ethnologie im 18. Jahrhundert (Abstract). In: A. P. Jarkov et al. (eds.) "Aus Sibirien – 2013": Nauchno-informatsionnii sbornik. ["Aus Sibirien – 2013": Sammlung wissenschaftlicher Informationen] Tjumen: Izdatelstvo Tjumenskogo gosudarstvennogo universiteta, 2014, p. 175.
- Halle und die Anfänge der Ethnologie im 18. Jahrhundert. In: A. P. Jarkov et al. (eds.) "Aus Sibirien – 2013": Nauchno-informatsionnii sbornik. ["Aus Sibirien – 2013": Sammlung wissenschaftlicher Informationen] Tjumen: Izdatelstvo Tjumenskogo gosudarstvennogo universiteta, 2014, pp. 136–143.
- Nachruf auf Dr. Norbert Klatt (1949-2015) Religions- und Geisteswissenschaftler. Lebenslauf und Veröffentlichungsliste, 2015, 11 pp. online
- Leipzig Ethnology Centenary: University of Leipzig, 6-7 November 2014. Anthropology Today 31(2), April 2015, pp. 19–20.
- Jos Platenkamp and the Leiden Tradition in Structural Anthropology. In: Laila Prager, Michael Prager and Guido Sprenger (eds.) Parts and Wholes: Essays on Social Morphology, Cosmology, and Exchange in Honour of J.D.M. Platenkamp. Berlin: LIT Verlag, pp. 23–46; Publications of J.D.M. Platenkamp, 2016, pp. 77–82.
- The History of Anthropology between Expansion and Pluralism. History of Anthropology Newsletter 41 (2017): online Published online on February 1, 2017, 2 pp.
- History of Anthropology: Why, How, and For Whom? History of Anthropology Newsletter 41 (2017: online Published online February 24, 2017). 5 pp.
- History of Anthropology Network (HOAN). European Association of Social Anthropologists (EASA) online Published online 8 March 2017, 2 pp.
- ‘En mémoire de René Schillings – 1950-1979’ (Im Gedenken an René Schillings). German translation of Preface by Miep en Harry Schillings. In: Arnold Wentholt, 2017 Glittering as Gold: The Harry and Miep Schillings Collection of West and Central African Bronze Adornments. Leiden: C. Zwartenkot Art Books, 2017, p. 11. 200 pp. ill.
- German Ethnological Society changes its name during a highly contested vote. German Ethnological Society Biennial Conference, Berlin, 4–7 October 2017. Anthropology Today 34(1): 19–20. February 1, 2018.
- History of Anthropology and a Name Change at the German Ethnological Society Meeting in Berlin: Conference Report. History of Anthropology Newsletter 42 (2018: online. Published online 2018 February 22.) 9 pp.
- Eight Ways to Catch a Seal: Fieldwork in Siberia in the Age of Enlightenment. In: Arthur MacGregor (ed.) Naturalists in the Field: Collecting, Recording and Preserving the Natural World from the Fifteenth to the Twenty-First Century. Leiden/Boston: Brill (Emergence of Natural History 2), 2018, pp. 393–440.
- Apresentação [Recommendation/Empfehlung] in Renate Brigitte Viertler, Os Fundamentos da Teoria Antropológica Alemã: Etnologia e Antropologia em Países de Língua Alemã: 1700–1950. [The Foundations of German Anthropological Theory: Ethnology and Anthropology from 1700 to 1950] São Paulo: Editora Annablume, 2018, pp. 13–14.
- Die Geschichtsverdrängung der Ethnologen als gesellschaftliches Problem. In: Blog "What's in a name – Wofür steht die Umbenennung der Deutschen Gesellschaft für Völkerkunde?" online
- Gerhard Friedrich Müller and the Genesis of Ethnography in Siberia. Этнография / Etnografia, 2018(1): 40-63. 4 Bilder und 1 Karte. Editor in Chief Andrei V. Golovnev, Director of the Peter the Great Museum of Anthropology and Ethnography (Kunstkamera), St. Petersburg.
- Netherlands, Anthropology in the. In: Hilary Callan (ed.) The International Encyclopedia of Anthropology. Hoboken, NJ: John Wiley & Sons, 2018, vol. 8: 4219-4312. At the invitation of Gustavo Lins Ribeiro (Brazil).
- Gerhard Friedrich Müller et la genèse de l’ethnographie en Sibérie. In Bérose - Encyclopédie internationale des histoires de l’anthropologie, Paris, IIAC-LAHIC, 2019. URL BEROSE: article1686.html.
- Introduction: The German Tradition in Latin American Anthropology. Revista de Antropologia 62(1): 64-96. Special Issue German-Speaking Anthropologists in Latin America, 1884-1945, guest editors: Han F. Vermeulen, Cláudio Costa Pinheiro and Peter Schröder. Universidade de São Paulo, Brazil, 2019. URL:
- Expansion et contraction : histoire de l'anthropologie socioculturelle et de la sociologie du développement aux Pays-Bas (XVIIIe-XXIe siècles). In BEROSE International Encyclopaedia of the Histories of Anthropology 2019. URL BEROSE: article1759.html
- Die Geschichtsverdrängung der Ethnologen als gesellschaftliches Problem. In: Christoph Antweiler, Michi Knecht, Ehler Voss und Martin Zillinger (Hrsg.) What’s in a Name? Die Kontroverse um die Umbenennung der Deutschen Gesellschaft für Völkerkunde. Bonn/Bremen/Köln/Siegen: boasblogs (boasblogs papers 1), 2019. Auch online
- Ethnographie, Ethnologie und Anthropologie im 18. und 19. Jahrhundert: Einheit, Vielfalt und Zusammenhang. Mitteilungen der Berliner Gesellschaft für Anthropologie, Ethnologie und Urgeschichte 40: 91-117. ISSN 0178-7896. Berlin: Logos Verlag, 2019.
- Anthropology and Ethnology in Europe Today. Review Essay of European Anthropologies, edited by Andrés Barrera-González, Monica Heintz and Anna Horolets. Anthropos: International Review of Anthropology and Linguistics 115(1), 2020, pp. 188-192.
- mit Frederico Delgado Rosa, “Introduction. Other Argonauts: Chapters in the History of Pre-Malinowskian Ethnography.” In: Rosa, Frederico Delgado and Han F. Vermeulen (eds.) Ethnographers Before Malinowski: Pioneers of Anthropological Fieldwork, 1870-1922. New York/Oxford: Berghahn Books 2022, pp. 1-43.
- mit Frederico Delgado Rosa, “Conclusion. Founders of Anthropology and Their Predecessors.” In: Rosa, Frederico Delgado and Han F. Vermeulen (eds.) Ethnographers Before Malinowski: Pioneers of Anthropological Fieldwork, 1870-1922. New York/Oxford: Berghahn Books, pp. 449-473.
- mit Frederico Delgado Rosa, “Appendix. Selected Bibliography of Ethnographic Accounts, ca. 1870-1922.” In: Rosa, Frederico Delgado and Han F. Vermeulen (eds.) Ethnographers Before Malinowski: Pioneers of Anthropological Fieldwork Fieldwork, 1870-1922. Foreword by Thomas Hylland Eriksen. New York/Oxford: Berghahn Books, pp. 474-501.
- “From Subfield to Field: The First Histories of Anthropologies International Conference.” History of Anthropology Review 48 (2024). URL https://histanthro.org/news/observations/from-subfield-to-field-the-first-histories-of-anthropologies-international-conference/. Online 30 January 2024.
- “Die Genese einer Kulturwissenschaft. Eine andere Sicht auf die Geschichte der Ethnographie und Ethnologie im 18. und 19. Jahrhundert.” In: Ingrid Kreide-Damani, Sabine Imeri, Karoline Noack, Leonore Scholze-Irrlitz (Hrsg.) Ethnologie als Ethnographie. Interdisziplinarität, Transnationalität und Netzwerke der Disziplin in der DDR. Münster/New York: Waxmann Verlag, pp. 33-64. https://www.waxmann.com/

als Herausgeber
- Recente ontwikkelingen in de Leidse antropologie. Zes lezingen gehouden bij het 12e lustrum van het Interfacultair Ethnologisch Dispuut W.D.O. Edited by H.F. Vermeulen. Leiden: Vakgroep Culturele Antropologie en Sociologie der Niet-Westerse Samenlevingen (ICA Publicatie No. 91), 1991. 106 pp. ill. ISBN 90-6624-094-6.
- mit Arturo Alvarez Roldán: Fieldwork and Footnotes: Studies in the History of European Anthropology. London/New York: Routledge, 1995, ISBN 0-415-10656-7.
- mit Reimar Schefold: Treasure Hunting? Collectors and Collections of Indonesian Artefacts (= Mededelingen van het Rijksmuseum voor Volkenkunde, Leiden. No. 30). Leiden: Research School CNWS/National Museum of Ethnology, 2002, ISBN 90-5789-078-X.
- mit Jean Kommers: Tales from Academia: History of Anthropology in the Netherlands [1770–2000]. 2 Bände. Saarbrücken: Verlag für Entwicklungspolitik, 2002, ISBN 3-88156-763-1, ISBN 3-88156-764-X.
- Gregory Forth (ed.): L. Fontijne (1902–1968), Guardians of the Land in Kelimado. Louis Fontijne’s Study of a Colonial District in eastern Indonesia (= Translation Series. Bd. 27). Edited and translated by Gregory Forth, with the assistance of Han F. Vermeulen. Leiden: KITLV Press, 2004, ISBN 90-6718-223-0.
- A.W. (Bert) van den Hoek: Caturmāsa: Celebrations of Death in Kathmandu, Nepal. Edited by J.C. Heesterman, Bal Gopal Shrestha, Han F. Vermeulen and Sjoerd M. Zanen. Leiden: Research School CNWS (CNWS Publications 133), 2004. ISBN 90-5789-098-4. Second, slightly revised and updated edition with a foreword by David N. Gellner, Kathmandu: Vajra Books, 2014. ISBN 978-9937-623-21-6.
- mit Pinheiro, Cláudio Costa und Peter Schröder: German-Speaking Anthropologists in Latin America, 1884-1945. Special Issue of Revista de Antropologia 62(1): 64-235. Universidade de São Paulo, Brazil, 2019. Mit Introduction The German Tradition in Latin-American Anthropology.
- mit Rosa, Frederico Delgado: Ethnographers Before Malinowski: Pioneers of Anthropological Fieldwork, 1870-1922. Foreword by Thomas Hylland Eriksen. New York/Oxford: Berghahn Books (EASA Series 44), June 2022. xviii + 522 pp. 29 ills. ISBN 978-1-80073-531-6 (Hardback), ISBN 978-1-80073-532-3 (E-Book).
- mit Hann, Chris: Jack Goody between Social Anthropology and World History. Berlin/Münster: LIT Verlag (Halle Studies in the Anthropology of Eurasia 50), 2024. x + 397 pp. ISBN 978-3-643-91598-6.